# Puccinia montana
Puccinia montana är en svampart som beskrevs av Fuckel 1874. Puccinia montana ingår i släktet Puccinia och familjen Pucciniaceae.   Inga underarter finns listade i Catalogue of Life.